# Galaktologie
Galaktologie (Gala- griechisch altgriechisch Γάλα ‚die Milch‘, -logos griechisch λόγος ‚die Lehre‘) ist die Wissenschaft von der Milch. Diese beschäftigt sich als Teil der Ernährungslehre mit der Zusammensetzung, Verarbeitung und Beschaffenheit der Milch. Speziell interessiert sie sich für die Konsistenz, Farbe und Gewinnung von Milch aller Tierarten.

## Definition
Galaktologen analysieren die frisch gepresste Milch aus den Eutern von Tieren, z. B. Kuh, Schaf, Ziege etc. Diese wird chemisch in Laboren untersucht, um gegebenenfalls optimiert zu werden.